# Liste des chanceliers de l'université d'Oxford

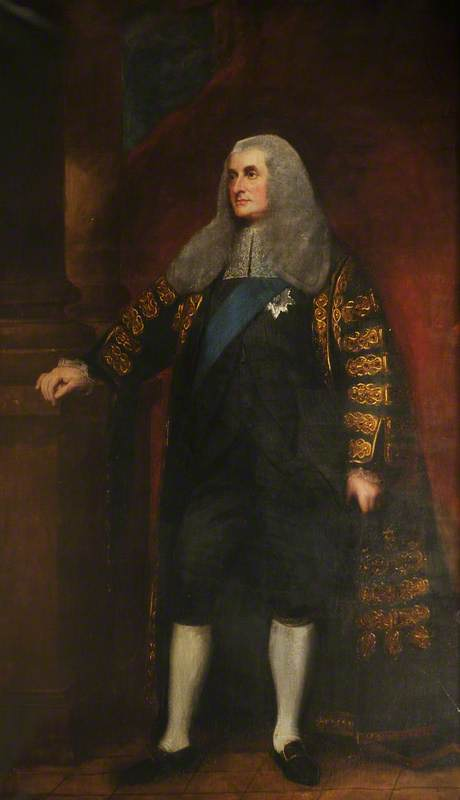
3e duc de Portland.

Voici une liste des chanceliers de l'université d'Oxford en Angleterre par année de nomination,,:

## Liste chronologique
| Année | Chancelier |
| ----- | --- |
| 1224  | Robert Grosseteste (Master of the School of Oxford depuis 1208)                                                               |
| 1231  | Ralph Cole (nom de famille demandé)                                                                                           |
| 1231  | Ralph de Maidstone |
| 1231  | Richard Batchden |
| 1233  | Ralph Cole |
| 1238  | Simon de Bovill |
| 1239  | John de Rygater |
| 1240  | Richard of Chichester |
| 1240  | Ralph de Heyham |
| 1244  | Simon de Bovill |
| 1246  | Gilbert de Biham |
| 1252  | Ralph de Sempringham |
| 1255  | William de Lodelawe |
| 1256  | Richard de S. Agatha |
| 1262  | Thomas de Cantilupe |
| 1264  | Henry de Cicestre ? |
| 1267  | Nicholas de Ewelme |
| 1269  | Thomas Bek |
| 1273  | William de Bosco |
| 1276  | Eustace de Normanville |
| 1280  | John de Pontissara / John of Pontoise (Évêque de Winchester)                                                                  |
| 1280  | Henry de Stanton |
| 1282  | William de Montfort |
| 1283  | Roger de Rowell or Rodwell or Rodewell                                                                                        |
| 1284  | William Pikerell |
| 1285  | Hervey de Saham |
| 1288  | Robert Winchelsey |
| 1289  | William de Kingescote |
| 1290  | John de Ludlow |
| 1290  | John de Monmouth (ensuite évêque de Llandaff)                                                                                 |
| 1291  | Simon of Ghent (ensuite évêque de Salisbury)                                                                                  |
| 1292  | Henry Swayne ? |
| 1293  | Roger de Martival (ensuite Évêque de Salisbury)                                                                               |
| 1294  | Peter de Medburn |
| 1294  | Roger de Weseham |
| 1297  | Richard de Clyve |
| 1300  | James de Cobeham |
| 1302  | Walter de Wetheringsete |
| 1304  | Simon de Faversham |
| 1306  | Walter Burdun |
| 1308  | William de Bosco |
| 1309  | Henry de Maunsfeld |
| 1311  | Walter Giffard |
| 1311  | Henry de Maunsfeld |
| 1313  | Henry Harclay |
| 1316  | Richard de Nottingham ? |
| 1317  | John Lutterell |
| 1322  | Henry Gower (ensuite évêque de St David's)                                                                                    |
| 1324  | William de Alburwyke |
| 1326  | Thomas Hotham |
| 1328  | Ralph of Shrewsbury |
| 1329  | Roger de Streton |
| 1330  | Nigel de Wavere |
| 1332  | Ralph Radyn |
| 1334  | Hugh de Willoughby |
| 1335  | Robert de Stratford (plus tard évêque de Chichester, Lord High Chancellor of England)                                         |
| 1338  | Robert Paynink ? |
| 1338  | John Leech |
| 1339  | William de Skelton |
| 1341  | Walter de Scauren |
| 1341  | William de Bergeveney |
| 1345  | John de Northwode |
| 1349  | William de Hawkesworth |
| 1350  | William de Palmorna (1350–1351)                                                                                               |
| 1354  | Humphrey de Cherlton |
| 1357  | Lewis Charlton ? |
| 1357  | John de Hotham |
| 1358  | John Renham ou Reigham |
| 1359  | John de Hotham |
| 1360  | Richard Fitz Ralph ? |
| 1360  | Nicholas de Aston |
| 1363  | John de Renham |
| 1363  | John de Echingham ou Hethingham                                                                                               |
| 1366  | Adam de Toneworth |
| 1367  | William Courtney (ensuite évêque de Hereford, Londres, Canterbury)                                                            |
| 1369  | Adam de Toneworth |
| 1371  | William de Heytisbury |
| 1372  | William de Remmyngton |
| 1373  | William de Wylton |
| 1376  | John Turke |
| 1377  | Adam de Toneworth |
| 1379  | Robert Aylesham |
| 1379  | William Berton |
| 1381  | Robert Rygge ou Rugge |
| 1382  | William Berton |
| 1382  | Robert Rygge |
| 1382  | Nicholas Hereford |
| 1382  | William Rugge ? |
| 1383  | Robert Rygge |
| 1388  | Thomas Brightwell |
| 1390  | Thomas Cranley (ensuite archevêque de Dublin)                                                                                 |
| 1391  | Robert Rygge |
| 1392  | Ralph Redruth |
| 1393  | Thomas Prestbury |
| 1394  | Robert Arlyngton |
| 1395  | Thomas Hyndeman |
| 1397  | Philip Repyngdon (ensuite évêque de Lincoln)                                                                                  |
| 1397  | Henry Beaufort (ensuite évêque de Lincoln et Winchester)                                                                      |
| 1399  | Thomas Hyndeman |
| 1400  | Philip Repyngdon |
| 1403  | Robert Alum ou Hallam (ensuite évêque de Salisbury)                                                                           |
| 1407  | Richard Courtenay |
| 1407  | Richard Ullerston |
| 1408  | William Clynt |
| 1409  | Thomas Prestbury |
| 1410  | William Sulburge |
| 1411  | Richard Courtenay |
| 1412  | William Sulburge |
| 1412  | Richard Courtenay |
| 1413  | William Sulburge |
| 1413  | William Barrow (ensuite évêque de Bangor et de Carlisle)                                                                      |
| 1414  | Richard Snetisham |
| 1415  | William Barrow |
| 1416  | Thomas Clare |
| 1416  | William Barrow |
| 1417  | Thomas Clare |
| 1417  | Walter Treugof |
| 1419  | Robert Colman |
| 1419  | Walter Treugof |
| 1420  | Thomas Rodborne |
| 1420  | Walter Treugof |
| 1421  | John Castell |
| 1426  | Thomas Chase (ensuite chancelier d'Irlande)                                                                                   |
| 1431  | Gilbert Kymer |
| 1433  | Thomas Bourchier (archevêque de Cantorbéry)                                                                                   |
| 1437  | John Carpenter |
| 1438  | Richard Praty ou Pratty ? |
| 1439  | John Norton |
| 1440  | Richard Roderham |
| 1440  | William Grey (ensuite évêque d'Ely)                                                                                           |
| 1442  | Thomas Gascoigne |
| 1442  | Henry Sever |
| 1443  | Thomas Gascoigne |
| 1445  | Robert Thwaits |
| 1446  | Gilbert Kymer |
| 1453  | George Neville (ensuite évêque d'Exeter et York; Chancelier d'Angleterre)                                                     |
| 1457  | Thomas Chaundeler |
| 1461  | George Neville |
| 1472  | Thomas Chaundeler |
| 1479  | Lionel Woodville (ensuite Évêque de Salisbury)                                                                                |
| 1483  | William Dudley |
| 1483  | John Russell |
| 1494  | John Morton (archevêque de Cantorbéry et Lord Chancelier d'Angleterre)                                                        |
| 1500  | William Smyth |
| 1502  | Richard Mayew (évêque de Hereford)                                                                                            |
| 1506  | William Warham |
| 1532  | John Longland (Évêque de Lincoln)                                                                                             |
| 1547  | Richard Cox |
| 1552  | John Mason |
| 1556  | Cardinal Reginald Pole (Archevêque de Canterbury)                                                                             |
| 1558  | Henry FitzAlan, 19e Comte d'Arundel                                                                                           |
| 1559  | John Mason |
| 1564  | Robert Dudley, 1er Comte de Leicester                                                                                         |
| 1585  | Sir Thomas Bromley, suppléant pour Robert Dudley, 1er Comte de Leicester)                                                     |
| 1588  | Sir Christopher Hatton |
| 1591  | Thomas Sackville, 1er Baron Buckhurst (Comte de Dorset depuis 1604)                                                           |
| 1608  | Richard Bancroft |
| 1610  | Thomas Egerton, 1er Baron Ellesmere (Vicomte Brackley depuis 1616)                                                            |
| 1616  | William Herbert, 4e Comte de Pembroke                                                                                         |
| 1630  | William Laud |
| 1641  | Philip Herbert, 4e Comte de Pembroke                                                                                          |
| 1643  | William Seymour, 2e Duc de Somerset                                                                                           |
| 1648  | Philip Herbert, 4e Comte de Pembroke (à sa mort le 23 janvier 1649)                                                           |
| 1649  | Vacant |
| 1650  | Oliver Cromwell |
| 1657  | Richard Cromwell |
| 1660  | William Seymour, 2e Duc de Somerset, rétabli après la Restauration                                                            |
| 1660  | Edward Hyde, 1er Comte de Clarendon                                                                                           |
| 1667  | Gilbert Sheldon |
| 1669  | James Butler, 1er Duc d'Ormonde                                                                                               |
| 1688  | James Butler, 2e Duc d'Ormonde                                                                                                |
| 1715  | Charles Butler, 1er Comte d'Arran                                                                                             |
| 1759  | John Fane, 7e Comte de Westmorland                                                                                            |
| 1762  | George Lee, 3e Comte de Lichfield                                                                                             |
| 1772  | Frederick North, Lord North (Comte de Guilford depuis 1790)                                                                   |
| 1792  | William Cavendish-Bentinck, 3e Duc de Portland                                                                                |
| 1809  | William Grenville, 1er Baron Grenville                                                                                        |
| 1834  | Arthur Wellesley, 1er Duc de Wellington                                                                                       |
| 1852  | Edward Smith-Stanley, 14e Comte de Derby                                                                                      |
| 1869  | Robert Arthur Talbot Gascoyne-Cecil, 3e Marquis de Salisbury                                                                  |
| 1903  | George Goschen, 1er Vicomte Goschen,                                                                                          |
| 1907  | George Curzon, 1er Baron Curzon of Kedleston (Comte Curzon of Kedleston depuis 1911; Marquis Curzon of Kedleston depuis 1921) |
| 1925  | George Cave,; voir Université d'Oxford Chancelier élection, 1925                                                              |
| 1928  | Edward Grey, 1er Vicomte Grey of Fallodon                                                                                     |
| 1933  | E. F. L. Wood, 1er Baron Irwin (Vicomte Halifax depuis 1934; Comte d'Halifax depuis 1944) (1933–1959)                         |
| 1960  | Harold Macmillan (Comte de Stockton depuis 1984) (1960–1986); voir Université d'Oxford Chancelier élection, 1960              |
| 1987  | Roy Jenkins (Baron Jenkins of Hillhead depuis 1987) (1987–2003); voir Université d'Oxford Chancelier élection, 1987           |
| 2003  | Chris Patten (Baron Patten of Barnes depuis 2005) (2003–2024); voir Université d'Oxford Chancelier élection, 2003             |
| 2025  | William Hague (depuis 2025)                                                                                                   |